# Labuhan Batin
Labuhan Batin is een bestuurslaag in het regentschap Mesuji van de provincie Lampung, Indonesië. Labuhan Batin telt 3974 inwoners (volkstelling 2010).